# Arc géodésique de Struve
L'arc géodésique de Struve est une chaîne de repères géodésiques de triangulation, qui traverse l'Europe de Hammerfest en Norvège jusqu'à la mer Noire, sur plus de 2 800 km. La chaîne est réalisée par le scientifique russe germanophone Friedrich Georg Wilhelm von Struve entre 1816 et 1855 pour mesurer la taille et la forme exacte de la Terre.

## Histoire

### Avant l'arc géodésique de Struve
Déterminer la taille et la forme de la Terre fut l'une des principales interrogations de la philosophie naturelle au moins depuis le IVe siècle av. J.-C.. Vers 500 av. J.-C., il est déjà établi que la Terre n'est pas plate mais sphérique. Puis, au IIIe siècle av. J.-C., Eratosthène invente une méthode pour mesurer la taille de la Terre basée sur la mesure de longueurs et d'angles à partir de l'observation des étoiles. Cette méthode, et les instruments dont disposaient les savants, n'étaient cependant pas très précis.
Le XVIIe siècle voit l'apparition de nouveaux instruments de mesure plus précis, et l'avènement d'une nouvelle méthode de mesure : la triangulation, basée sur un ensemble de mesures sur des chaînes de triangles contigus parcourant de grandes distances. Ainsi, dans les années 1730 et 1740, des mesures réalisées en Laponie et au Pérou permettent d'établir la véritable forme de la Terre — en lien avec la théorie d'Isaac Newton, qui définit la Terre comme une sphère imparfaite. Le problème de la mesure de la taille de la Terre, compliqué du fait de sa forme de sphère imparfaite, restait sans solution, après les échecs des mesures d'arcs, en Laponie et au Pérou, mais aussi en France, en Italie, en Afrique du Sud et en Autriche.

### Contexte du projet
L'arc géodésique de Struve tire son origine du besoin des puissances européennes, après le congrès de Vienne en 1815, d'établir des frontières et des cartes militaires plus précises. Sous cette approche, le tsar Alexandre Ier de Russie charge l'astronome Friedrich Georg Wilhelm von Struve de réaliser la mesure d'un arc géodésique.

### Travaux de Struve
Menée entre 1816 et 1856 depuis l'observatoire de l'université de Tartu, la mesure de l'arc est la première mesure exacte d'un long segment de méridien. Des projets antérieurs similaires ont été cependant menés à bien : un arc géodésique est mesuré par William Lambton et George Everest en Inde ; en Europe, un arc plus court est mesuré par Carl Tenner en Lituanie. L'arc de Struve s'appuie sur celui de Tenner, qu'il prolonge considérablement au nord et au sud.

## Description

### Réseau original
Le réseau de triangulations de l'arc de Struve s'étend d'Hammerfest en Norvège jusqu'à la mer Noire, sur une longueur de plus de 2 820 km ; il comprend 258 triangles et 265 points fixes, matérialisés par des bornes de différents types : trous percés dans la roche, croix en fer, cairns, obélisques, etc. Certains points de mesure se trouvent ou se trouvaient également sur des bâtiments (par exemple dans des clochers). La distance moyenne entre les points de mesure est de 27,1 km (maximum : 81,7 km entre Mäki-Päälys (Russie) et Halljall (Estonie) ; minimum : 479,6 m entre Porlom I et Porlum II (commune de Porlom (sv), municipalité de Lapinjärvi en Finlande). L'arc suit plus ou moins le tracé du méridien de Tartu (longitude : 26° 43′ est) ; Struve travaillait à l'observatoire de Tartu, actuellement en Estonie.
Lors de la réalisation des mesures, les territoires concernés étaient sous souveraineté de seulement trois pays : la Norvège, la Suède (avec cependant le même souverain pour ces deux royaumes) et l'Empire russe. En 2010, ils s'étendent sur dix pays différents. Du nord au sud :
- Norvège
- Suède
- Finlande
- Russie
- Estonie
- Lettonie
- Lituanie
- Biélorussie
- Ukraine
- Moldavie

### Réseau inscrit au patrimoine mondial
En 2005, l'UNESCO inscrit au patrimoine mondial 34 des 265 bornes originales de l'arc géodésique de Struve. Ces bornes sont situées dans dix pays distincts, ce qui en fait, en 2021, l'un des biens transfrontaliers du patrimoine mondial s'étendant sur le plus de pays (après les forêts primaires de hêtres des Carpates et d'autres régions d'Europe) :
- Biélorussie : 5 bornes
- Estonie : 3 bornes
- Finlande : 6 bornes
- Lettonie : 2 bornes
- Lituanie : 3 bornes
- Moldavie : 1 borne
- Norvège : 4 bornes
- Russie : 2 bornes
- Suède : 4 bornes
- Ukraine : 4 bornes

Il s'agit d'un bien sériel, constitué de sites isolés les uns des autres : les zones protégées (et leurs zones tampons) ne s'étendent, pour chaque borne, que sur des surfaces réduites (de 2 m2 pour la plus petite, à 1 600 m2 pour la plus grande).
La liste suivante détaille les 34 bornes inscrites au patrimoine mondial. L'ordre et les noms sont ceux fournis par l'UNESCO.
| N° | Nom original de Struve | Nom actuel            | Pays        | Localité              | Superficie (m²) | Zone tampon (m²) | Notes | Coordonnées                  | Illustration |
| -- | ---------------------- | --------------------- | ----------- | --------------------- | --------------- | ---------------- | --- | ---------------------------- | ------------ |
| 1  | Flugenaes              | Fuglenes (no)         | Norvège     | Hammerfest            | 750             | 1500             | Site commémoré par un monument, le Meridianstøtten (no), dessiné par Wilhelm von Hanno et érigé en 1854.                                                                          | 70° 40′ 12″ N, 23° 39′ 48″ E |              |
| 2  | Lille-Reipas           | Raipas (no)           | Norvège     | Alta                  | 100             | 1000             | | 69° 56′ 19″ N, 23° 21′ 37″ E |              |
| 3  | Lohdizhjokki           | Luvdiidcohkka (no)    | Norvège     | Kautokeino            | 100             | 1000             | | 69° 39′ 52″ N, 23° 36′ 08″ E |              |
| 4  | Bäljatz-Vaara          | Baelljasvarri (no)    | Norvège     | Kautokeino            | 100             | 1000             | | 69° 01′ 43″ N, 23° 18′ 19″ E |              |
| 5  | Pajtas-Vaara           | Tynnyrilaki (sv)      | Suède       | Kiruna                | 100             | 1000             | | 68° 15′ 18″ N, 22° 58′ 59″ E |              |
| 6  | Kerrojupukka           | Jupukka (sv)          | Suède       | Pajala                | 100             | 1000             | | 67° 16′ 36″ N, 23° 14′ 35″ E |              |
| 7  | Pullinki               | Pullinki (sv)         | Suède       | Övertorneå            | 100             | 1000             | | 66° 38′ 47″ N, 23° 46′ 55″ E |              |
| 8  | Perra-Vaara            | Perävaara (sv)        | Suède       | Haparanda             | 100             | 1000             | | 66° 01′ 05″ N, 23° 55′ 21″ E |              |
| 9  | Stuor-oivi             | Stuorrahanoaivi (fi)  | Finlande    | Enontekiö             | 314             | 1964             | | 68° 40′ 57″ N, 22° 44′ 45″ E |              |
| 10 | Aavasaksa              | Aavasaksa             | Finlande    | Ylitornio             | 79              | 7854             | Site autour de la tour d'observation | 66° 23′ 52″ N, 23° 43′ 31″ E |              |
| 11 | Tornea                 | Alatornion kirkko     | Finlande    | Tornio                | 1600            | 19300            | Le clocher de l'église d'Alatornio sert de borne pour les mesures géodésiques en 1842 ; le site protégé comprend l'église et ses alentours immédiats.                             | 65° 49′ 48″ N, 24° 09′ 26″ E |              |
| 12 | Puolakka               | Oravivuori (fi)       | Finlande    | Korpilahti            | 79              | 900              | | 61° 55′ 36″ N, 25° 32′ 01″ E |              |
| 13 | Porlom II              | Tornikallio (fi)      | Finlande    | Lapinjärvi            | 79              | 1257             | | 60° 42′ 17″ N, 26° 00′ 12″ E |              |
| 14 | Svartviira             | Mustaviiri (fi)       | Finlande    | Pyhtää                | 79              | 5027             | Site situé au centre de l'île, occupé par une tour d'observation. | 60° 16′ 35″ N, 26° 36′ 12″ E |              |
| 15 | Mäki-päällys           | Mäkipällys            | Russie      | île d'Hogland         | 5               | 15400            | | 60° 04′ 27″ N, 26° 58′ 11″ E |              |
| 16 | Hogland, Z             | Z Gogland, Tochka Z   | Russie      | île d'Hogland         | 12              | 15400            | | 60° 05′ 07″ N, 26° 57′ 40″ E |              |
| 17 | Woibifer               | Võivere (et)          | Estonie     | Väike-Maarja          | 100             | 5000             | | 59° 03′ 28″ N, 26° 20′ 16″ E |              |
| 18 | Katko                  | Simuna                | Estonie     | Väike-Maarja          | 100             | 5000             | | 59° 02′ 54″ N, 26° 24′ 51″ E |              |
| 19 | Dorpat                 | Observatoire de Tartu | Estonie     | Tartu                 | 1200            | 5000             | Friedrich Georg Wilhelm von Struve est directeur de l'observatoire de Tartu à partir de 1820 ; quand il débute la mesure de l'arc géodésique, l'observatoire en est le 1er point. | 58° 22′ 44″ N, 26° 43′ 12″ E |              |
| 20 | Sestu-Kalns            | Ziestu (lv)           | Lettonie    | Sausneja              | 100             | 13000            | | 56° 50′ 24″ N, 25° 38′ 12″ E |              |
| 21 | Jacobstadt             | Jēkabpils             | Lettonie    | Jēkabpils             | 2               | 1200             | Dans le parc de Struve (lv) | 56° 30′ 05″ N, 25° 51′ 24″ E |              |
| 22 | Karischki              | Gireišiai (lt)        | Lituanie    | Panemunėlis (lt)      | 100             | 1000             | | 55° 54′ 09″ N, 25° 26′ 12″ E |              |
| 23 | Meschkanzi             | Meškonys (lt)         | Lituanie    | Nemenčinė             | 100             | 1000             | | 54° 55′ 51″ N, 25° 19′ 00″ E |              |
| 24 | Beresnäki              | Paliepiukai (lt)      | Lituanie    | Nemėžis (lt)          | 100             | 1000             | | 54° 38′ 04″ N, 25° 25′ 45″ E |              |
| 25 | Tupischki              | Tupishki (be)         | Biélorussie | Achmiany              | 23              |                  | | 54° 17′ 30″ N, 26° 02′ 43″ E |              |
| 26 | Lopati                 | Lopaty                | Biélorussie | Zelva                 | 23              | 100              | | 53° 33′ 38″ N, 24° 52′ 11″ E |              |
| 27 | Ossownitza             | Ossovnitsa            | Biélorussie | Ivanava               | 23              | 100              | | 52° 17′ 22″ N, 25° 38′ 58″ E |              |
| 28 | Tchekutsk              | Chekutsk (be)         | Biélorussie | Ivanava               | 23              | 100              | | 52° 12′ 28″ N, 25° 33′ 23″ E |              |
| 29 | Leskowitschi           | Leskovitchi           | Biélorussie | Ivanava               | 23              | 100              | | 52° 09′ 39″ N, 25° 34′ 17″ E |              |
| 30 | Rudy                   | Rudi (en)             | Moldavie    | Rudi (ro)             | 23              | 1000             | | 48° 19′ 08″ N, 27° 52′ 36″ E |              |
| 31 | Katerinowka            | Katerinowka (uk)      | Ukraine     | Antonivka (uk)        | 36              | 100              | | 49° 33′ 57″ N, 26° 45′ 22″ E |              |
| 32 | Felschtin              | Felschtin (uk)        | Ukraine     | Hvardiïske (uk)       | 25              | 100              | | 49° 19′ 48″ N, 26° 40′ 55″ E |              |
| 33 | Baranowka              | Baranowka             | Ukraine     | Baranivka             | 10              | 40               | | 49° 08′ 55″ N, 26° 59′ 30″ E |              |
| 34 | Staro-Nekrassowka      | Stara Nekrasivka (uk) | Ukraine     | Stara Nekrasivka (uk) | 25              | 120              | | 45° 19′ 54″ N, 28° 55′ 41″ E |              |

## Gestion et protection
Le statut de chaque borne diffère : 24 sont propriétés de l'État concerné (c'est le cas partiellement pour la Norvège, la Suède, la Finlande, l'Estonie et la Lettonie, totalement pour la Russie, la Lituanie, la Biélorussie et l'Ukraine), une de la municipalité concernée (celle d'Hammerfest en Norvège), les neuf autres sont privées (c'est le cas partiellement pour la Suède, la Finlande et l'Estonie et la Lettonie, et pour l'unique borne de Moldavie). Toutes les bornes disposent, outre l'inscription au patrimoine mondial, d'un ou plusieurs statuts de protection au niveau national — dans la plupart des cas, les bornes disposent d'une protection en tant que point géodésique et d'une autre en tant que patrimoine culturel.
En 2005, lors de la 29e session du Comité du patrimoine mondial, la décision est prise d'inscrire l'arc géodésique de Struve au patrimoine mondial sur la base des critères culturels (ii), (iv) et (vi) — le critère (iii), initialement proposé par les États concernés, n'ayant pas été retenu — avec les justifications suivantes : 

« Critère (ii) : La première mesure précise d'un long segment d'un méridien qui a permis d'établir la taille et la forme exacte de la Terre illustre une phase importante du développement des sciences de la Terre. C'est également un exemple remarquable d'un échange de valeurs humaines sous la forme d'une collaboration entre des scientifiques de différents pays. C'est aussi une illustration de la participation de monarques de différentes puissances à une cause scientifique. »

« Critère (iv) : L'arc géodésique de Struve est sans aucun doute un exemple exceptionnel d'un ensemble technologique illustrant les points de triangulation de la mesure d'un méridien et constituant la partie fixe et immatérielle des techniques de mesure. »

« Critère (vi) : La mesure de l'arc et ses résultats sont directement associés aux questionnements de l'homme sur la taille et la forme de la Terre. Elle est liée à la théorie d'Isaac Newton qui déclarait que la Terre n'est pas une sphère parfaite. »

Chaque pays dispose de sa propre politique de gestion du patrimoine, mais, dans le cadre de l'inscription du bien au patrimoine mondial, les dix pays concernés ont mis en place un comité de coordination de la gestion des sites inscrits. La plupart des bornes font encore partie des systèmes géodésiques nationaux des pays concernés, et sont donc financés et entretenus par les services géodésiques.